# Municipio de Ellington (Minnesota)
El municipio de Ellington (en inglés: Ellington Township) es un municipio ubicado en el condado de Dodge en el estado estadounidense de Minnesota. En el año 2010 tenía una población de 261 habitantes y una densidad poblacional de 2,8 personas por km².

## Geografía
El municipio de Ellington se encuentra ubicado en las coordenadas 44°8′33″N 92°58′51″O / 44.14250, -92.98083. Según la Oficina del Censo de los Estados Unidos, el municipio tiene una superficie total de 93.23 km², de la cual 93,23 km² corresponden a tierra firme y (0 %) 0 km² es agua.

## Demografía
Según el censo de 2010, había 261 personas residiendo en el municipio de Ellington. La densidad de población era de 2,8 hab./km². De los 261 habitantes, el municipio de Ellington estaba compuesto por el 98,85 % blancos, el 0,38 % eran asiáticos y el 0,77 % eran de una mezcla de razas. Del total de la población el 1,15 % eran hispanos o latinos de cualquier raza.